# 徐溫
徐溫（862年—927年），字敦美，海州胊山（今江蘇東海）人，唐末軍事人物。南唐建立者徐知誥（李昪）養父，廟號義祖。

## 生平
徐溫出身盐贩，為淮南節度使、吳王楊行密帳下右衙指揮使。唐哀帝天祐二年（905年），楊行密去世，長子楊渥繼立，调动自己在宣州的亲兵将领朱思勍等人入卫，將領們不安。因此徐溫與左衙指揮使張顥於天祐四年（907年）發動政變，攻灭朱思勍，共掌軍政，楊氏大權旁落。
次年（908年）与张颢殺楊渥，立楊行密次子楊隆演。张颢意欲排挤徐温出外，但淮南谋士严可求与徐温交好，说服节度副使李承嗣一同干预，遂未果。不久，徐溫又殺張顥，将杀杨渥之事单独归咎之，遂獨攬大權。徐溫個性多疑，只信任謀士駱知祥、嚴可求而已，掌權後逐步翦除楊氏舊將勢力。
911年，天祐八年，为镇海军节度使、同中书门下平章事。派兵攻打吴越国。当年秋，吴越国反击，进攻常州，吴、吴越战于常州，吴越败北。
南吳天祐十二年（915年）徐溫受封為管內水陸馬步諸軍都指揮使、兩浙都招討使、守侍中、齊國公，鎮潤州（今江蘇鎮江）。
天佑十六年（919年）杨隆演登吳國王位，封徐溫為大丞相、都督中外諸軍事、諸道都統、鎮海、寧國節度使、守太尉兼中書令、東海郡王。其子徐知训因骄傲荒淫為朱瑾所害後，因其他兒子都年幼且能力不足，徐温只得讓養子徐知诰代徐知训管理政事，還把朱瑾的尸体沉入雷塘，并杀死可能有意联络朱瑾的泰宁军节度使米志诚及其诸子。徐温对徐知训的胡作非为尚不知情，并且想肃清朝中大臣。经过徐知诰等人的说明之后，方才解怒。处罚了负责教育知训的人。随后回到金陵，将一切政务交由知诰处置。順義七年（927年）徐溫去世，被追封為齊王，諡忠武王。虽然严可求等谋士一直力劝，徐温一直不愿以亲子取代徐知诰，徐温的妾陳夫人也认为，既然在贫贱时以徐知诰为養子，就不应该在富贵时将其抛弃。徐温直至临死前才有意让亲生子徐知询取代徐知诰，写了表文让徐知询上表杨溥，徐知诰闻讯也有意请辞求任镇南节度使，但徐知询尚未将表文送达，徐温已死，徐知询折返奔丧，徐知誥也因而没有辞职，并得以繼位。

## 家庭
徐温原配白夫人，继妻李氏，还有妾陈夫人等。共有六子：徐知训、徐知询、徐知诲、徐知谏、徐知证、徐知谔，可能还有早死的长子。另有一女出家，二女分别嫁李建勋和王崇文，后都被封为广德长公主。
徐知誥建南唐後，追諡徐溫為武皇帝，廟號太祖，陵墓号为定陵。徐知誥恢復原姓，並改名李昪後，再改徐溫廟號為義祖。徐溫第二任夫人李夫人尊為明德皇后。
徐温的儿子徐知证、徐知谔在宋朝時顯靈，展示神蹟，成为福建信仰的二徐真人，徐溫第一任夫人白夫人也得到了道士的祭祀。徐温因而也被祭拜，宋理宗封为忠武真人，其妻白夫人为仁寿仙妃。